# De Weijdt
De Weijdt is een buurtschap en woonwijk in Koedijk in de gemeente Alkmaar, in de Nederlandse provincie Noord-Holland.
De Weijdt is van oorsprong een buurtschap die gelegen was tussen het dorp Koedijk en de polder en watergebied Daalmeer in. Tegenwoordig is het een woonwijk van Koedijk. Het ontwikkelde zich tot een wijk, vooral door groeikernen-beleid van de gemeente Alkmaar in de jaren 80 en 90 van de twintigste eeuw, die ook de Daalmeer tot een wijk ontwikkelde van de stad Alkmaar.
Bij de plaatsnaam De Weijdt wordt vaak gedacht aan een weidegebied of aan een wijd/breed gebied, maar de naam verwijst eigenlijk naar het feit dat hier een grote en belangrijke vaart op zijn breedst was. Dat is niet verwonderlijk als men bedenkt dat het een echt watergebied was, met vele sloten en vaarten tussen de Daalmeer en het Kleimeer.
Stad: Alkmaar     

Dorpen: Driehuizen · Graft · Grootschermer · Koedijk (deels) · Markenbinnen · Noordeinde · Oost-Graftdijk · Oterleek · Oudorp · De Rijp · Schermerhorn · Starnmeer · Stompetoren · Ursem (deels) · West-Graftdijk · Zuidschermer 

Buurtschappen: Bergermeer · Kogerpolder (deels) · Omval · Nieuwpoort · De Nollen · De Weijdt 

Noord-Holland: Steden en dorpen      Nederland: Provincies · Gemeenten